# Bald Knobbers

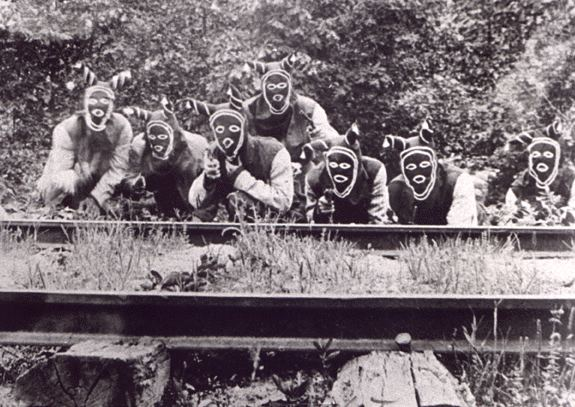
Изображение Bald Knobbers в фильме 1919 года The Shepherd of the Hills

Bald Knobbers — группа вигилантов из округа Тейни на юго-западе Миссури, США, действовавшая с 1883 по 1889 год под руководством Натаниэля Кинни. Обычно изображаются в чёрных рогатых капюшонах с нарисованными на них белыми очертаниями лиц. Группа получила своё название от лысых вершин плато Озарк. Холм, где они впервые встретились, Лысый снапп (англ. Snapp's Bald), расположен к северу от Кирбивилля, штат Миссури. 
Изначально группа защищала жизни людей и их собственность, помогала сотрудникам правоохранительных органов в задержании преступников, противодействовала коррупции в местных органах власти. В некоторых местах они приобрели большое политическое влияние, заняли ключевые посты и фактически стали правящей фракцией в местной политике, однако насилие, проявленное вигилантами, привлекло внимание всей страны, а также породило противоборствующую организацию Anti-Bald Knobbers. Многие члены Bald Knobbers в конечном итоге были осуждены, а четыре — казнены.

## История
Во время Гражданской войны Миссури как приграничный штат сильно пострадал от бушвакеров. После окончания боевых действий юго-западная часть штата имела нестабильную экономику и высокие налоги.
После войны отсутствие даже минимального правоприменения предоставило преступникам полную свободу действий. В небольших городах и сельских районах творилось беззаконие, на улицах происходили беспорядки. Кланы избирали и контролировали местного шерифа, полномочия которого заключались в рассылке повесток в суд. Родственники преступников подкупали суд присяжных, в результате чего ни один подозреваемый не был осуждён, хотя в период с 1865 по 1885 год в округе Тейни произошло до сорока убийств. 
Натаниэль Кинни, будущий руководитель Bald Knobbers, начал рассматривать возможность создания лиги правопорядка по подобию других вигилантов после очередного убийства, случившегося 22 сентября 1883 года. Когда подкупленный судья вновь оправдал убийцу, Кинни тайно созвал вместе 12 лидеров округов, сформировав комитет для борьбы с беззаконием.
Организация быстро росла. 5 апреля 1885 года на собрание группы пришло двести человек. Кинни, превосходный оратор, был единогласно избран их лидером. Получив от своих последователей клятву хранить тайну, Кинни поручил им вербовать новых членов. Всего через несколько дней после собрания Bald Knobbers взломали дверь тюрьмы округа Тейни и похитили братьев Фрэнка и Тубала Тейлоров, хорошо известных в округе своей жестокостью. Они были заключены в тюрьму за то, что ранили владельца магазина во время ссоры из-за кредита на покупку пары ботинок. Владелец оказался членом Bald Knobbers. Позже вигаланты повесили Тейлоров. 
Степень жестокости методов группы ужаснула нескольких членов-основателей, которые быстро покинули её, однако Bald Knobbers продолжали расти, и вскоре в группе насчитывалось от 500 до 1000 членов.
Позже вигиланты стали запугивать пьяниц, игроков в азартные игры и «распутных» женщин, с целью заставить их изменить свой образ жизни. Иногда они даже навещали тех, кого считали «злобными». Группа стала разделяться на две фракции — тех, кто следовал за Кинни и поддерживал его, и тех, кто считал его тираном и желал ему смерти. Bald Knobbers вешали или забивали до смерти людей за нападение, нарушение общественного порядка или порчу имущества. Некоторые члены стали применять силу в эгоистичных целях, преследуя своих должников или владельцев земли, которую они жаждали. Они пороли мужчин за срыв службы в их церквях или за поддержку не того кандидата на выборах. Самое суровое наказание применялось для тех, кто выступал против Bald Knobbers. Их забивали до смерти в лесу. Выжившие утверждали, что последователи Кинни убили более тридцати мужчин и по крайней мере четырёх женщин.
По мере роста числа соратников Кинни, а также увеличения количества насильственных действий с их стороны, начала формироваться группа, называвшая себя Anti-Bald Knobbers. Национальные газеты стали публиковать статьи о действиях Кинни, Bald Knobbers называли самым большим и жестоким движением вигилантов в стране. В 1887 году они убили Уильяма Иденса и Чарли Грина, критиковавших группу, и серьёзно ранили нескольких членов их семей. Это событие вызвало большой резонанс в национальных газетах.
В результате двадцать членов Bald Knobbers были арестованы, и большинство из них получили лёгкие приговоры от штрафов до коротких сроков тюремного заключения. Однако четверых участников приговорили к смертной казни. А 20 августа 1888 года лидер группы Натаниэль Кинни был застрелен Билли Майлзом, членом Anti-Bald Knobbers. Хотя Майлза судили за это, он был оправдан судом, т.к. его действия были признаны самообороной. К 1899 году группа Bald Knobbers прекратила свое существование.